# Marie-Pierre Castel
Pour les articles homonymes, voir Castel.
Marie-Pierre Tricot dite Marie-Pierre Castel, née le 5 février 1949 à Villejuif dans le Val-de-Marne et morte le 10 février 2013 à Nîmes, est une actrice française. Elle est la sœur jumelle de Catherine Castel et a tourné essentiellement sous la direction de Jean Rollin.

## Biographie

### Carrière
Marie-Pierre et Catherine Castel travaillent dans la coiffure et rêvent de cinéma quand un assistant de Jean Rollin les présente au cinéaste. Leur gémellité et leur candeur séduisent le réalisateur qui trouve en elles l'incarnation des deux jeunes filles vampires, personnages récurrents de son œuvre cinématographique et littéraire.
Marie-Pierre Castel joue pour lui dans La Vampire nue (1969), Le Frisson des vampires (1970) et Lèvres de sang (1975) aux côtés de sa sœur Catherine Castel. En 1971, elle tient le rôle principal de Requiem pour un vampire avec Mireille Dargent. On la retrouve parfois au générique sous les pseudonymes de Marie-Pierre Tricot, Pony Castel ou Pony Tricot. Les jumelles deviennent des figures emblématiques du cinéma de Rollin.
Mais les échecs critiques et commerciaux successifs de ses films contraignent le réalisateur et ses deux interprètes favorites à s'orienter vers un genre plus porteur. Au cours de son bref passage dans le cinéma pornographique, Marie-Pierre Castel apparaît toujours aux côtés de sa sœur Catherine, dans des scènes qui cherchent le plus souvent à exploiter la gémellité de ces « deux petits elfes pervers ». Elle cosigne avec Rollin le scénario de Hard pénétration.
Marie-Pierre Castel met un terme à sa carrière d'actrice en 1977, après une dernière apparition aux côtés de Gérard Depardieu et Sylvia Kristel dans le film René la Canne de Francis Girod.

## Filmographie

### Films «classiques»
- 1969 : La Vampire nue de Jean Rollin : une servante de Georges[6]
- 1970 : Le Frisson des vampires de Jean Rollin : une servante du château
- 1971 : Requiem pour un vampire de Jean Rollin : Marie
- 1974 : Tout le monde il en a deux (ou Bacchanales sexuelles) de Jean Rollin : une souris[6]
- 1975 : Lèvres de sang de Jean Rollin : une jumelle vampire[6]
- 1977 : René la Canne de Francis Girod :  une jumelle prostituée[6]

### Films «classés X»
- 1974 : Le Journal érotique d'un bûcheron de Jean-Marie Pallardy : une jumelle[6] (dans un insert hardcore[7])
- 1975 : Les Dépravées du plaisir (ou Le Gibier) de Bernard Launois [6]:
- 1976 : Phantasmes de Jean Rollin : une jumelle scout[6]
- 1976 : Les Weekends d'un couple pervers (ou Introductions) de Jean Desvilles : Nelly, une jumelle[6]
- 1976 : Suce-moi vampire, version « hardcore » du film Lèvres de sang de Jean Rollin : une jumelle vampire[6] (rôle soft)
- 1976 : La Romancière lubrique (ou Douces pénétrations) de Jean Rollin : une soubrette[6]

### Images d'archives
- 1982 : Les Bachelières en chaleur : (film de montage d'anciennes sequences)[6]
- 1999 : Eurotika ! : Vampires and Virgins: The Films of Jean Rollin, épisode de la série documentaire d'Andy Stark et Pete Tombs (images d'archives[6])
- 2007 : La Nuit des horloges de Jean Rollin (Plans extraits de La Vampire nue)[6]